# Curtara curventa
Curtara curventa är en insektsart som beskrevs av Delong 1980. Curtara curventa ingår i släktet Curtara och familjen dvärgstritar. Inga underarter finns listade i Catalogue of Life.